# 古希腊

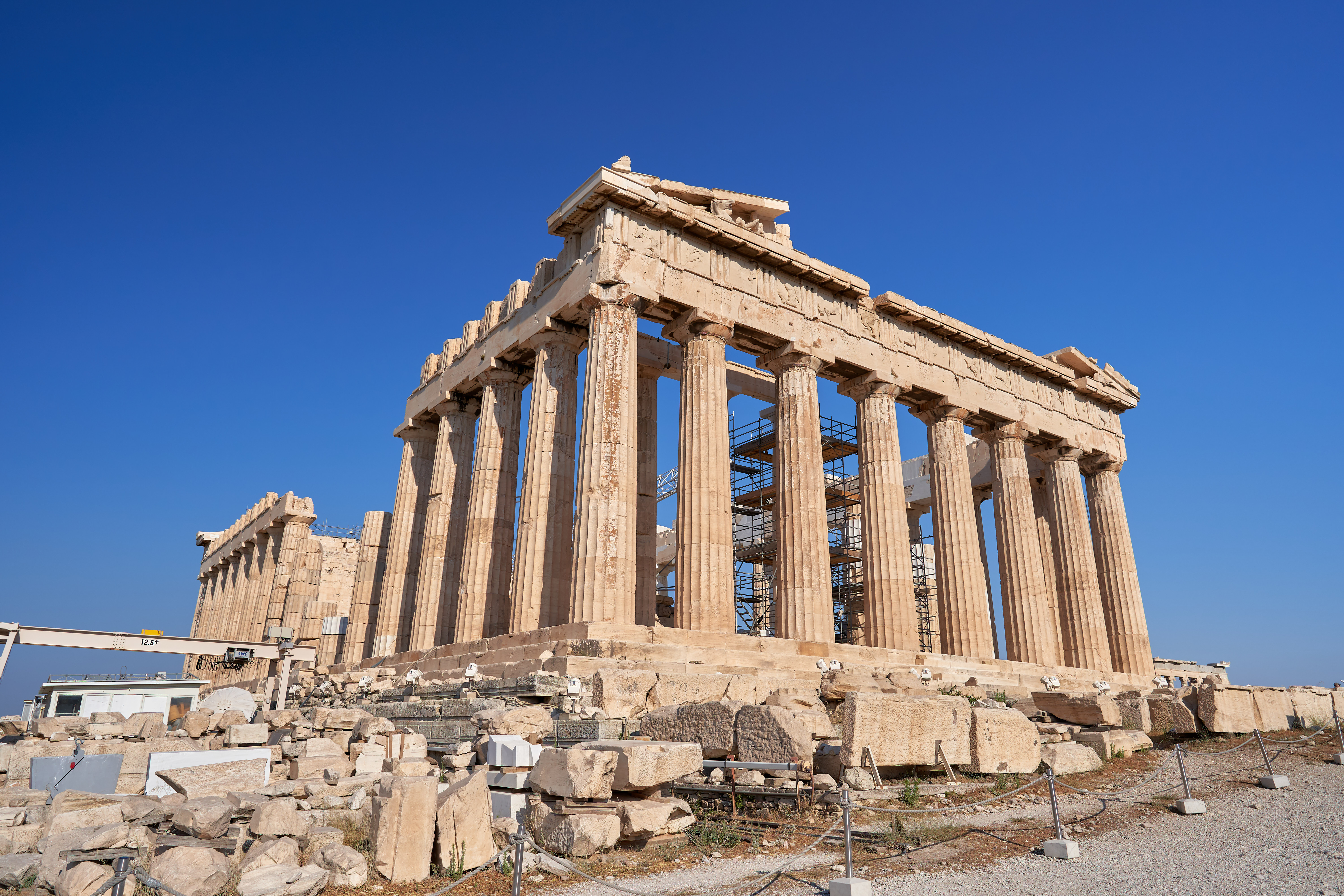
位于雅典卫城的帕特农神庙，是为女神雅典娜而建。它是古希腊文明的标志性符号之一

古希腊（羅馬化：Hellás）泛指愛琴海一帶在羅馬人和基督教進入前的古文明。其大部分時期并非統一勢力，文化繁榮的經典時期為一些城邦百家爭鳴的狀態。
早在約公元前三千紀，愛琴海地區就孕育了燦爛的米諾斯文明（或稱克里特文明），約公元前16世紀被邁錫尼文明取代，文明中心從克里特島轉向了希臘大陸。約公元前1200年，多利安人入侵毀滅了邁錫尼文明，希臘歷史進入所謂「黑暗時代」。在公元前九世纪末期，海上贸易再次兴盛，新的城邦国家纷纷建立。公元前5世紀初在雅典与斯巴达领导下，希臘城邦聯軍在兩次波希战争戰勝波斯帝國。此時希臘文明進入了最高峰，古典哲學，科技，藝術以及民主政治快速發展，獲称為「黄金时期」（伯里克利在位）。
伯羅奔尼撒戰爭結束了雅典民主制以及提洛同盟，希臘各城邦進入混戰。公元前4世紀末馬其頓國王亚历山大大帝征服希臘地區后，古希臘文化得以播遷到埃及、新月沃土與印度河流域的廣大地區，稱為希臘化時期。由于古希腊文明在地中海世界的重大影響，其文化還被古羅馬吸收并带到欧洲的许多地区。因此一般认为古希腊文明为西方文明打下了基础。

## 年表

### 青銅時代

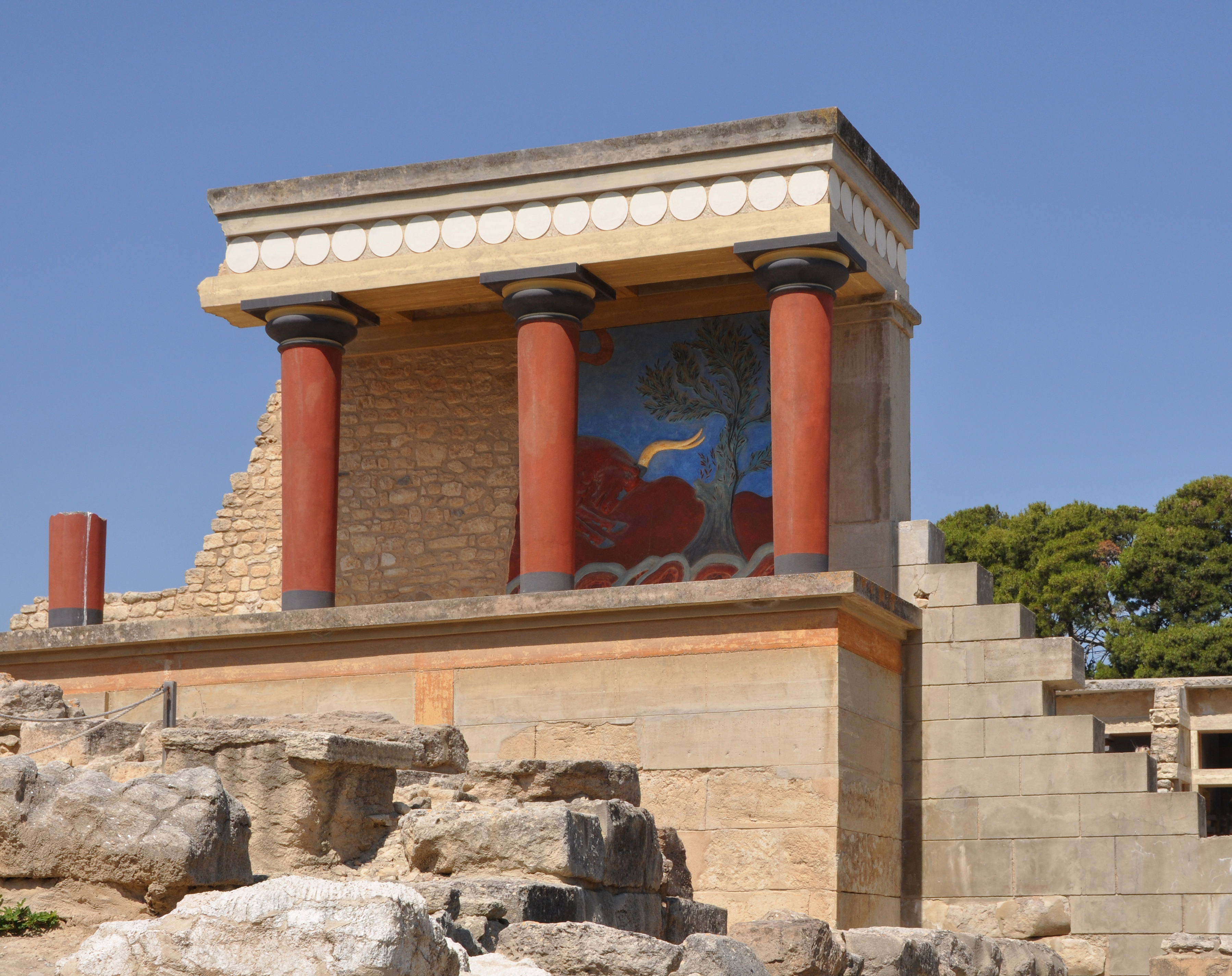
位於克里特島的克诺索斯王宮

前3000年左右南下的印欧人部落与來自於安那托利亚的印歐民族以及希腊的原住民彼拉斯齐人融合并定居於愛琴海沿岸，成為希臘人的祖先。希臘進入銅器時代。此時規模最大的考古遺址為克里特島上的克諾索斯，被認為和傳說中的米諾斯王宮大致對應，因此這文明亦稱為米諾斯文明。同時代希腊地区也有基克拉泽斯群島的基克拉泽斯文明，以及位于希腊大陆的赫拉斯文明。
大约公元前1600年，另一支古印欧人来到了希腊南部的迈锡尼，此后的500年里，这支古印欧人创造了迈锡尼文明，希腊进入了荷马史詩中的年代。邁錫尼文明在約公元前12世紀滅亡於多利安人入侵。

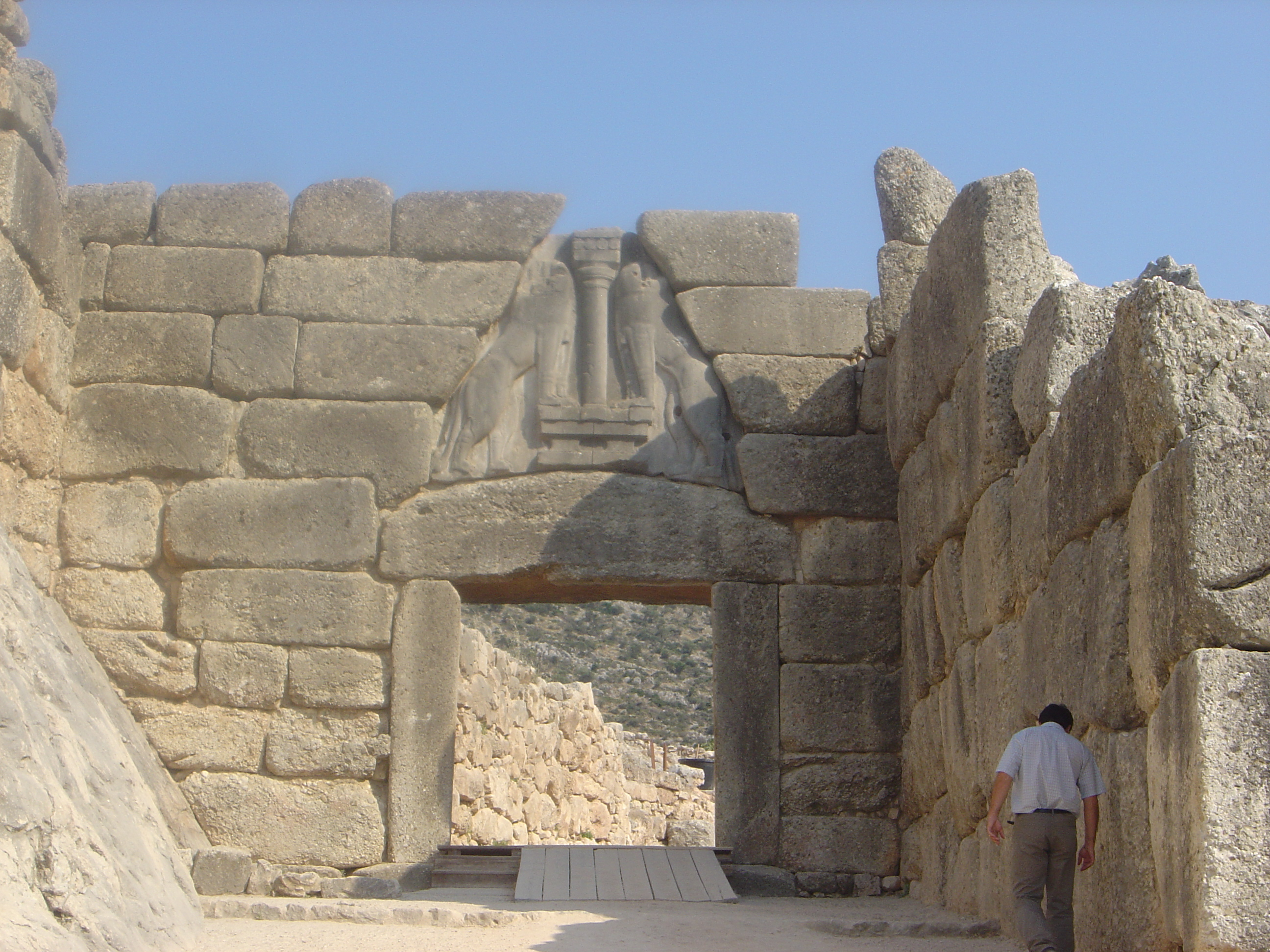
迈锡尼的狮子门

### 黑暗时代
中古希臘（约前1200年至前800年）也稱希腊黑暗时代，指的是希腊历史中从传说中的多利安人入侵及迈锡尼文明灭亡的公元前十一世纪直到公元前九世纪最早的希腊城邦崛起；以及公元前八世纪出现了荷马史诗等早期希臘語写作。這時期人口減少，邁錫尼時期的雄偉建築和墓葬消失，鐵器經可能的入侵者傳入。這時期的藝術風格主要是較簡單的幾何風格。

### 古風时代
这时期人們會注意到工藝，科技和政治哲學的明顯進步和希臘城邦的興起，古典哲學，劇場，詩歌发展以及對在希臘黑暗時代失去的書寫語言的重新引入（古風的定義也部分來自此）。前8世纪希腊城邦（Polis）逐渐兴起，城邦是政治生活的基本單元，“政治”（Politics）一詞即为“城邦事务”。最著名的兩個城邦為斯巴達和雅典。斯巴達傳說在前7世紀由立法者呂庫古改革，實施軍事化制度，而雅典在前6世紀由梭倫改革，擴大雅典公民權利。希臘城邦紛紛在地中海和黑海沿岸建立殖民地，著名的有敘拉古，塔蘭托和那不勒斯。前776年，各城邦在奧林匹亞舉辦第一次奥林匹克运动会。

### 古典时代

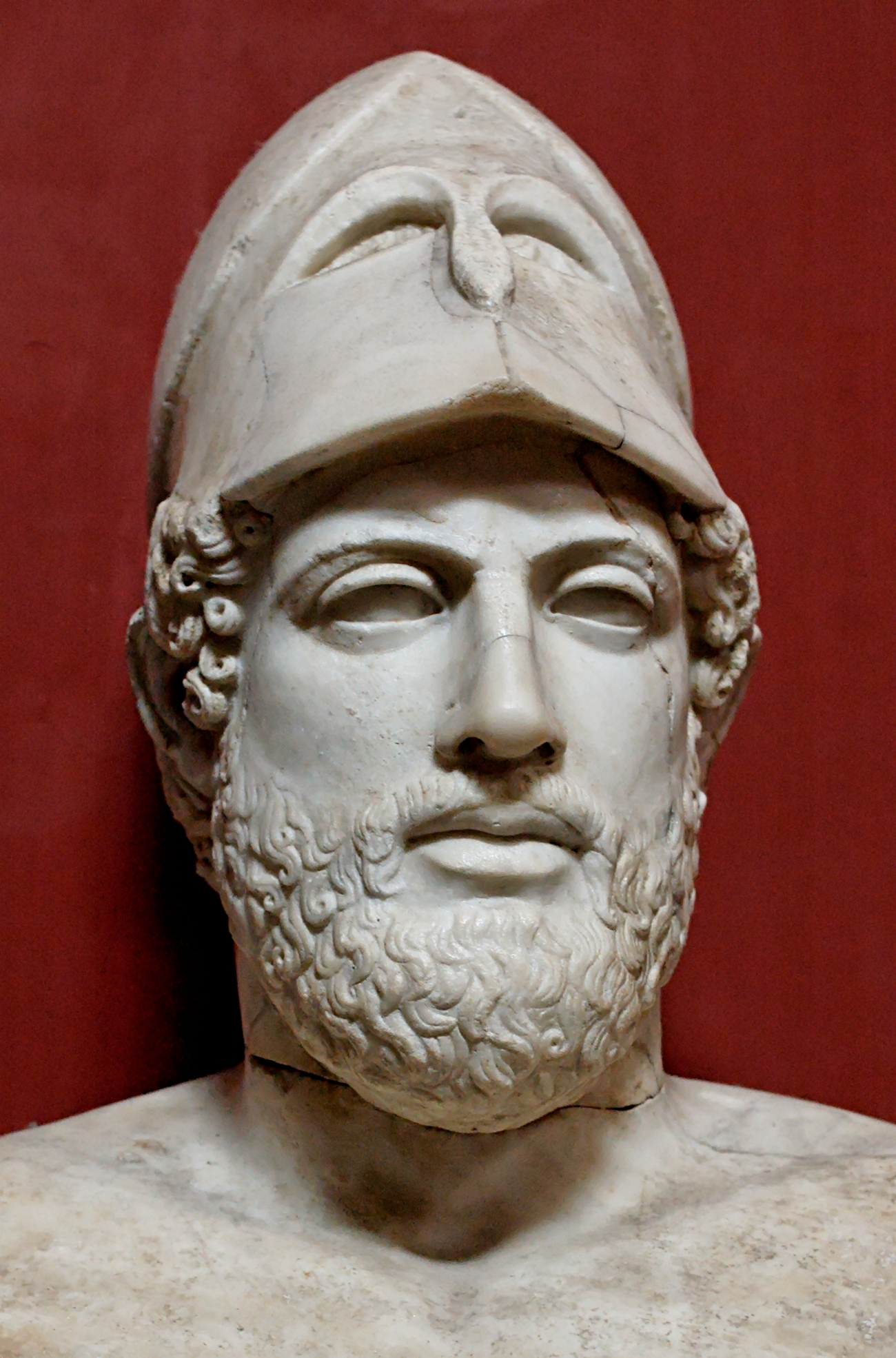
雅典政治家伯里克利

公元前492和480年，波斯帝國兩次大規模入侵希臘世界，均遭到挫敗，史称希波战争，古希臘文明進入了高峰。
雅典的民主改革在伯里克利時代正式完成，商業，工藝，哲學，科學和藝術空前發展。著名的蘇格拉底、柏拉图、亚里士多德、赫拉克利特、巴门尼德、德谟克利特、希罗多德、修昔底德、色诺芬、索福克勒斯、歐里庇得斯、阿里斯托芬、索福克勒斯均為這一時期的人物。
公元前431年，雅典領導的提洛同盟和斯巴達領導的伯羅奔尼撒同盟之間再次爆發戰爭，史稱伯羅奔尼撒戰爭。雅典民主制結束，取而代之的是斯巴達人支持的寡頭政府。但斯巴達人的霸權沒能持續太久，希臘城邦就陷入了混戰。
公元前335年，馬其頓國王亞歷山大大帝夷平底比斯，除斯巴達外的希臘眾城邦降伏，古典時代結束。

#### 波希战争
在希腊城邦向地中海沿岸扩展的同时，西亚的波斯帝国也在扩张；前547年，波斯帝国征服了小亚细亚半岛上的伊奥尼亚希腊诸邦。前499年，小亚细亚半岛上的米利都等希腊城邦发动起义并焚烧了萨迪斯城，且得到雅典支持。波斯国王大流士一世在镇压起义后，就准备进攻雅典。前490年，波斯大军渡海西侵，卻在马拉松战役被人数居于劣势的雅典重装步兵击败，希腊人赢了第一次波希战争。
前480年，波斯国王薛西斯一世率20万大军再次进攻，希腊各城邦也结成同盟，共禦强敌。希腊联军的陆军以斯巴达人为主力，海军则以雅典舰队为主。斯巴达陆军在温泉关阻击波斯陆军，虽然兵败，但为希腊海军爭取了集结时间。波斯人攻入了雅典，将全城焚毁，但希腊海军在萨拉米海战中一举击溃波斯海军，波斯人面临补给切断的危险，不得不撤退。希腊人乘胜追击，解放了小亚细亚的希腊诸邦。第二次波希战争以希腊胜利告终。

#### 伯罗奔尼撒战争
波希战争以后，雅典成为希腊的霸主。雅典海军是希腊各城邦中最强大的军事力量，雅典的民主制也在伯里克利执政时期达到黄金时代。波希战争中，希腊各城邦建立了以雅典为首的提洛同盟，战后逐渐成为雅典实现霸权的工具。以斯巴达为首的伯罗奔尼撒同盟不满雅典霸权，双方多次爆发摩擦。前431年，斯巴达的同盟底比斯进攻雅典的同盟普拉提，正式引发了伯罗奔尼撒战争。雅典依靠强大的海军封锁，斯巴达则攻入雅典，试图迫其决战。双方互有胜负，但都未能取得决定性胜利，遂于前421年缔结和约。和平未能维持很久，前415年，雅典对西西里岛斯巴达的盟邦叙拉古发动大规模远征，结果以惨败告终。西西里远征使雅典元气大伤，无力抵御斯巴达的攻势。前405年，雅典海军全歼。次年，雅典向斯巴达投降，斯巴达成了希腊的新霸主。斯巴达的霸权也未能长久，希腊各城邦陷入混战之中。

#### 城邦混战
斯巴達的帝國主義政策，使得斯巴達以前的盟友很快就背叛了斯巴達，雅典與以前的敵人底比斯和科林斯結盟，在公元前395-387年的科林斯戰爭中對抗斯巴達。378年斯巴達統帥斯福德里亞斯突襲比雷埃夫斯的企圖引發雅典建立第二次雅典同盟。最終底比斯在371年的留克特拉戰役中擊敗了斯巴達。然而此後包括雅典在內的其他希臘城邦轉而反對底比斯，底比斯的霸權在曼丁尼亚战役（公元前362年）中隨著其領導人軍事天才伊巴密濃達的去世而結束。底比斯的霸權結束之後，位於希臘北部的馬其頓王國開始崛起，成為古希臘新的霸權。

### 希腊化时代
希臘化時代在亞歷山大征服波斯帝國之後不久開始。通常起始點視為亞歷山大大帝於公元前323年逝世開始，並結束於羅馬共和國在前146年征服希臘本土，或前30年最後的繼業者王國——托勒密王國滅亡為止。這段時期，19世紀後西方史學界認為古希臘文明主宰整個地中海東部沿岸的文明，所以稱此地這段時期為希臘化時代。希臘化時代被認為是希臘古典時代和羅馬文化間的過渡時期，與希臘古典時代相比，被認為文化上呈現下降或衰退的趨勢。希臘化時期的特點是新的一波的希臘殖民活動，並主要以埃及和西亞的各希臘化王國內建立殖民城市為主。

#### 马其顿的崛起

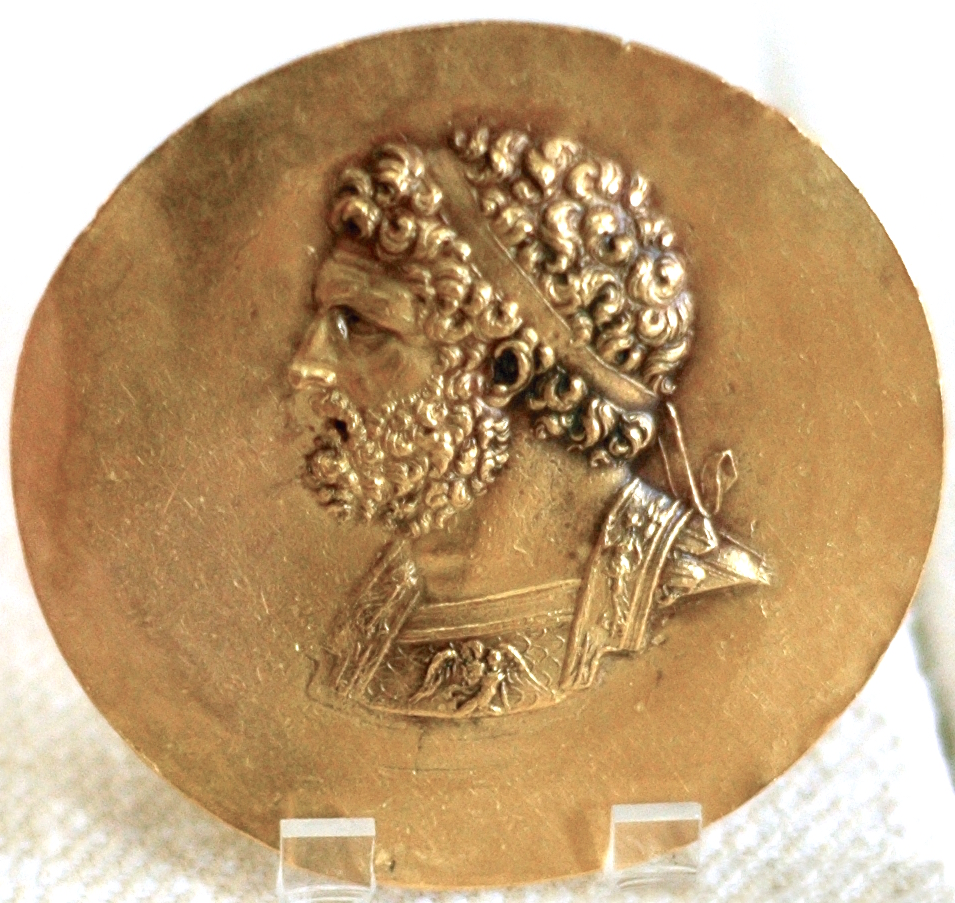
马其顿的腓力二世

马其顿位于希腊北部，处于希腊文明的边缘，被希腊人视为蛮族。但从公元前4世纪起，马其顿逐渐成为希腊北部的重要国家。前359年，菲利普二世即位。在菲利普的治下，马其顿成为巴尔干地区首屈一指的军事强国。菲利普大力推動馬其頓歷史發展，使馬其頓的歷史從此長期與希臘的歷史融為一體。面对马其顿的崛起，希腊建立了以雅典为首的反马其顿同盟。前338年，马其顿在喀羅尼亞大败希腊联军，取得了对整个希腊的控制权。前336年，菲利普遇刺身亡，其子亚历山大即位。亚历山大即位后很快就平定了希腊城邦的叛亂，巩固了政权。前334年，亚历山大率大军渡海东征，拉开了他征服世界的序幕。亚历山大最大的敌人是强大的波斯帝国。亚历山大先后在格拉尼庫斯河和伊蘇斯击败波斯军队，从波斯人手中夺取了叙利亚和埃及。波斯国王大流士三世试图求和，但被雄心勃勃的亚历山大拒绝。前331年，亚历山大和大流士三世之间具有决定性意义的高加美拉戰役爆发。亚历山大再一次取得了胜利，并乘势攻下巴比伦，波斯帝国灭亡。亚历山大继续东进，直到印度河流域方才折返。此時，亚历山大的希臘軍實質是以馬其頓人為主的馬其頓軍。前323年，亚历山大病死，他庞大的帝国也随之分裂，古典时代结束，希腊化时代开始。
亚历山大的部下，经过一系列的争斗后，仅存的安提柯王朝、塞琉古帝国和托勒密王国，便成为希腊化时代主要的三个国家，虽然这三个彼此之间偶有战争，不过文化活动却取得了重大的發展，因为早在亚历山大征讨亞洲、非洲各国后，他為了統一文化生活的政策，派遣许多学者与人民到各国通婚、研究学术、商业贸易等，使希腊、埃及和西亚文化開始互相影響，加上希腊化时代各王国的君王的推广与资助，造成这三者文化紧密的融合与交流，是世界文化史的一件大事，除此之外，波斯帝国所遗留下庞大的黄金，这些财富的流通，也扩大贸易和商业的发展，不过到了从前二世纪开始，在亞平寧半島崛起一个新興的勢力——古羅馬共和國，其用武力先后征服三大王国，于是希腊化时代宣告结束，不過其文化遺產流傳至中世紀。

## 地理

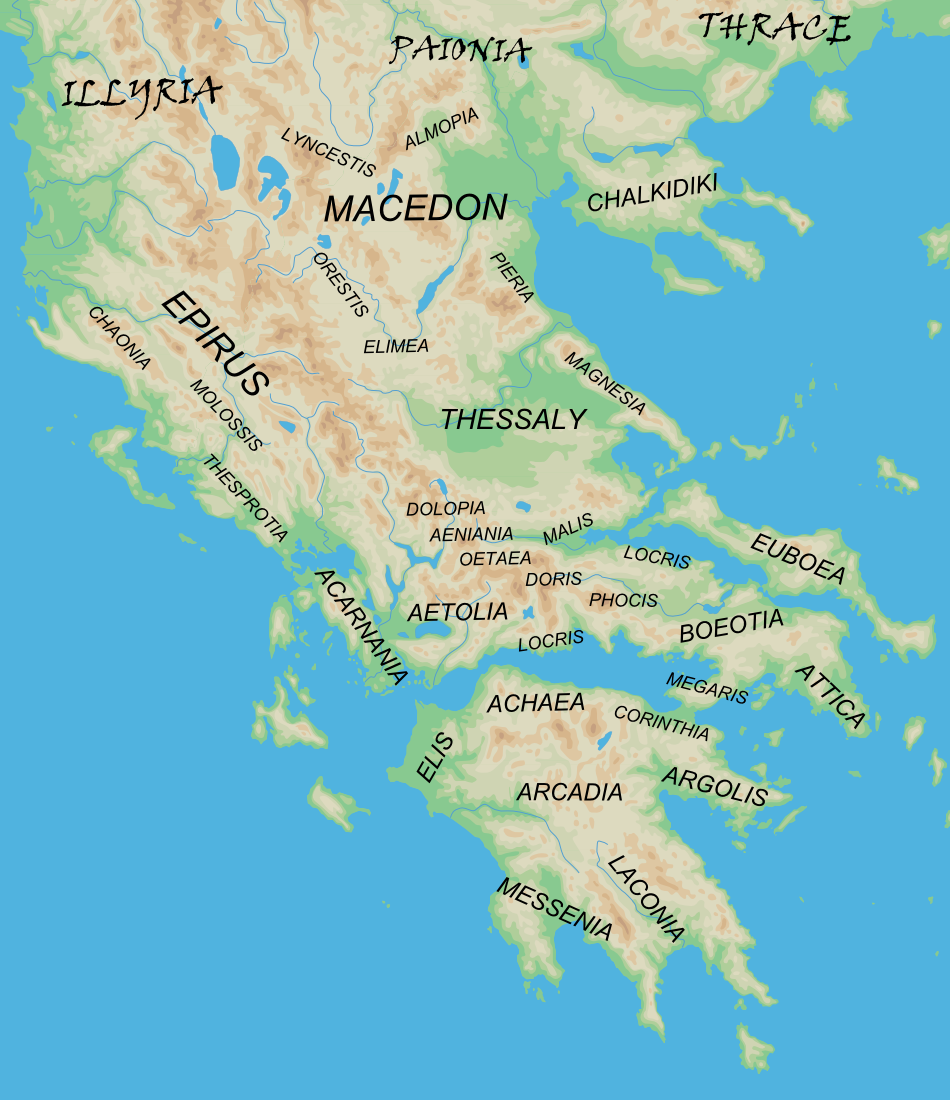
古希臘本土城邦，另外包括野蠻人的部分

### 自然環境
古希臘大致上包括馬其頓以南的希臘半島，以及愛琴海和愛奧尼亞海中的各島嶼。古希臘的自然環境並不豐富，從氣候上來看，屬於地中海型氣候，冬雨夏熱，土地並不肥沃，只能生產耐旱的水果，如橄欖、葡萄等，粮食不能自给。穀物主要有大麥，此外則有蜂蜜和酒。希臘半島是一個多山，平原少的地區。地势崎岖不平，仅有的小块平原又被难以逾越的山脉阻隔，不適耕作。雖也有河川，不過都水淺流急，不利航運。雨季會氾濫成災，乾季又常乾涸，因此灌溉不易，很難發展農業。而畜牧業也只適合綿羊和山羊，所以不甚發達。
希臘半島位于巴爾幹半島南部，東接愛琴海，西鄰愛奧尼亞海和亞得里亞海，海岸线曲折，岛屿密布，多良港。從半島東部的港口出發，經由愛琴海，向東可航行到小亞細亞西岸；從東北可到達達尼爾海峽和博斯普魯斯海峽而抵達黑海；往南經過克里特島可到達埃及；向西經過愛奧尼亞海可到達義大利和西西里島。這樣的地理環境，對於古希臘航海業的發展大有幫助。
希臘半島依地勢分為北、中、南三部分。北希臘由伊庇魯斯山和古色萨利平原組成。由北希臘到中希臘，要經過一條險要的關卡—溫泉關。中希臘由於群山眾多，平原狹小，其中以著名城邦—阿提卡最為重要。從中希臘到南希臘，則要經過科林斯地峽，地峽附近的科林斯最為重要的城邦。南希臘別名為「伯羅奔尼撒半島」，最重要的城邦為斯巴達。
如此錯綜複雜的地理環境、不便的陸路交通和地區分割，是造成古希臘城邦林立、不易統一的重要原因。城邦的狭小使古希腊人经常向海外殖民。发达的商品经济，频繁的海外贸易与殖民活动，使希腊人一开始就与古代东方的农业民族不同。

### 殖民地

古希臘及其沿海殖民地，大約於公元前550年

在古風時期，希臘的人口增長超出了耕地的負載力。
為了解決人口成长过快的問題，以及古希腊人固有的探险精神，大約從公元前750年起，希臘人在之後250年向外開拓殖民地。向東，鄰近愛琴海沿岸的小亞細亞是首先建立殖民地的地方，其次是今塞浦路斯岛和色雷斯的海岸，今马尔马拉海和黑海的南部海岸。
希臘的殖民範圍，東北可達到今天黑海北岸低地和克里米亚半岛（黑海北部沿岸的古希臘殖民地）；西邊可達伊利里亚、西西里島和亚平宁半岛南部，再遠一些可到達高卢南部、科西嘉島，甚至是伊比利亚半岛東北部。希臘也曾經在今北非的埃及和利比亞建立殖民地。
現代锡拉库萨，那不勒斯，馬賽和伊斯坦堡等等城市，都曾是希臘人的殖民地。這些殖民地是傳播希臘文化的重要角色，影響了整個歐洲，也有助於建立在希臘城邦之間長途貿易網路，帶動古希臘經濟發展。

## 政治制度
古希臘是城邦林立的地區，因此許多不同的政治制度都有在此地區获得實踐和发展，有些古希臘城邦如斯巴達一样奉行君主制，將統治權集中在國王手中；有些城邦則如雅典一樣實行民主政治；還有一些城邦則是由貴族統治或由少數人控制的議會（councils）統治。虽然古希腊所处地域狭小，但其政治制度在广泛的时间上获得了丰富多彩的发展。仅就政体来分古希腊就经历了贵族制、民主制、寡头制和僭主制的演变。尤其突出的是古希腊的民主政治制度是古代人类对直接民主制度最早的尝试之一，对后世产生了深远的影响。
專制政體取代希臘化時代政治思想，君主通常以神權或半神權作號召。亞歷山大大帝在埃及以上帝之子身份統治，在希臘獲崇拜神化，身故後獲希臘化各國仿效。這種情況以塞流卡斯王國和托勒密王朝更為明顯，塞流卡斯王朝君主安条克四世統治敘利亞用「上帝顯現」（Epiphanes）的銜號；托勒密王朝君主在簽署詔命時用「上帝」（Theos）的名義，惟獨馬其頓的情況不像前述兩者如此明顯。

### 教育
教育在古希腊生活中，自从创建城邦直到希腊化时期和罗马统治时期，教育一直扮演重要的角色。
古希腊教育起源于荷马时代的贵族化传统，在公元前5世纪受到柏拉图、蘇格拉底及诡辩家的影响，广泛的民主化。在希腊化时期，体育馆的教育被认为是分享希腊文化的先决条件。古希腊普通教育制度的最著名的例外，是一个一直持续到罗马时期的城邦——斯巴达，男孩和女孩同样要接受严格的军事化的斯巴达教育训练制度（始于公元前6世纪）。
希臘化時代，教育有更進一步的發展。許多私人所經營的學校，後來都陸續得到政府的贊助。有心想要進一步深造的學生，除了前往亞歷山卓和雅典的高級學術中心之外，另有伊比鳩魯所興辦的學府可以選擇就讀。

### 法律
古希臘法律條文之制訂，最早乃出於自雅典的德拉古，在梭倫掌政時，還沒有藉由國家機構執行的刑罰。前六百年後，私罰的執行才陸續廢除。唯一起源於古典文藝時代而流傳於世的大法典原文，是克萊特島的葛爾廷城市法，該法典共分二十章節刻寫在音樂演奏廳走廊的牆壁上，使城市內公民都能見到，其內容包括個人法、家庭法、遺產法、財產法和債務法。

## 军事
古希腊军事，傳統上包括了大量使用步兵作战。希腊最典形的步兵为希臘重裝步兵组成的民兵，以輕盾兵（Peltast）、弓箭手和骑兵为輔助。方阵步兵通常会以锥形或长方形的方阵前进，而抛矛兵会在两侧騷扰敌人。一般的方阵是由方阵步兵紧靠着，盾牌放在前方而组成的人墙，在于防卫可以拥有很大的优势，不过缺乏机动性。希臘重裝步兵的名字来自于他们使用的圆盾（Hoplon）。由于所有士兵的装备全部都由自己购买，所以士兵缺乏制服，战场误伤的可能性也比較大。

## 經濟
古希臘時代經濟相當發達，工商業雖然規模不大，不過仍有一定程度的發展。除了斯巴達採取管制經濟的體制外，其他各城邦大都寬鬆且自由。不過各城邦都有貧富懸殊的情況。
希臘化時代各國，尤其是埃及與西亞對於工商業和對外貿易採取嚴格的控制。托勒密王朝在埃及幾乎每一鄉村都設置政府經營的工廠或商店，用來充實財政，對於私營工商業也是嚴格管理；西亞的政府也有相似的手段，只不過規模較小。但是，貧富懸殊的情況，以及工資下降和物價上升的情形相當普遍，這些現象讓人民的生活相當辛苦。另外，大都市的興起亦為希臘化世界的特色。敘利亞的安提亞克在百年之內人口成長四倍，底格里斯河上的塞流西亞從渺無人煙之地成長為數十萬人口之多，埃及的亞歷山大城為當時最大城市，大約有一百萬人口。

### 農業
農業上，農業技術大有進展，開發出三種農作物輪種法，使耕地有限的各個希臘城邦，能夠將作物產量發揮到最大。當時古希臘人懂得利用綠肥（禾莖、草和菜根）和人工肥料（灰燼、石灰石）等方法，來為農作物施肥。此外，園藝業（橄欖、葡萄）的發展在雅典、米利都等城邦相當興盛，葡萄酒是日常生活的飲料，橄欖油可作為飲食、化妝品和照明等用途，園藝作物發展到了商品化階段，成為城邦貿易的出口商品。

### 手工業
手工業上，手工業的發展也相當興盛。科林斯的紡織業，米利都的紡織業、家具業，雅典的冶金業、造船業、製陶業和建築業的發展規模很大。在當時，雅典所生產的「紅花」瓶遠近馳名，其特色在於色澤亮麗，精緻典雅。雅典還曾製造排水量達220噸的商船，這種船上掛上一張很大布帆，以一根牢固的船桅和桃桁作為支撐。另外在採礦業的發展也很大，特別以勞里昂的銀礦、潘給優斯的金礦和塞浦路斯的銅礦最為著名。

### 商業
商業上，由於生產力的提昇，商業也頗為發達。每個城邦皆有集市，各種商品在專門的區域販賣。某些城邦的海外貿易的發展相當篷勃。雅典曾經主宰愛琴海海域，其海外貿易遠及地中海及黑海等地區，雅典的比雷埃夫斯港是當時聞名世界的商港，輸入的商品包括埃及、西西里、黑海的穀物、牲畜和皮革，米利都的羊毛，波斯和迦太基的毛毯，阿拉伯的香水，馬其頓和色雷斯的亞麻衣料和造船木材，另外還有各個地區運送到來的奴隸；輸出的商品包括橄欖油、葡萄酒、銅、鉛、銀、大理石、金屬製品和陶器。

### 金融業
由於商業的發展，以及各國城邦使用的貨幣並不相同，因此在市場上出現貨幣兌換攤，後來慢慢發展成金融業，開始從事借貸、抵押和匯兌等業務。在當時，抵押借款利息是12%，商業借利息是16至18%，海外貿易借款利息是30%。

## 文化

### 文學
古希腊文学反映了欧洲从氏族社会向奴隶制社会过渡时期的现实生活，特别体现了古代世界的人们对战争与和平、人与自然之间的关系的思考。古希腊时代显赫的英雄行为和社会历史的重大变迁都在文学作品中得以深刻的体现。这些文学作品不仅为整个西方文学的发展奠定了基调，也为人们研究古希腊世界的历史与社会提供了丰富的文献资料。
史詩

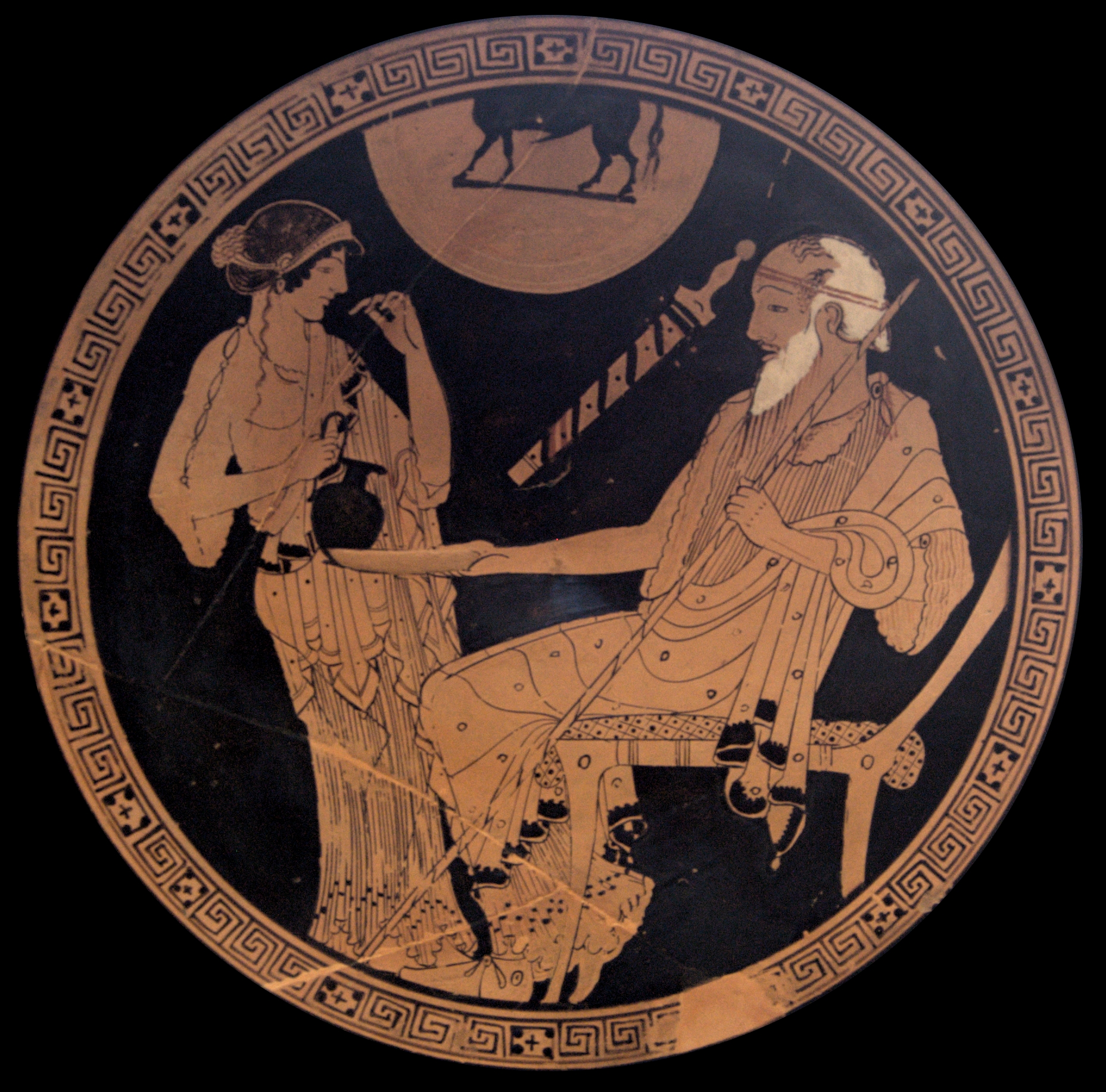
古希腊时根据荷马史诗所绘的图。图中为海倫和普里阿摩斯

史詩是一種的文學體裁，內容為民間傳說或歌頌英雄功績的長篇敘事詩，《荷马史诗》是西方文学史上最早的正式的书面文学作品。史诗包括两部，分别是《伊利亚特》和《奥德赛》，相传作者是大致生活于公元前10世纪至8世纪之间的盲人诗人荷马，不过目前更流行的观点是《荷马史诗》是包括荷马在内的许多人集体创作并反复修改过的。在这一时期的诗人除荷马外，赫西俄德也非常著名。他大致生活于公元前8世纪末至7世纪初。他的代表作包括教谕诗《工作与时日》和《神谱》。他的创作风格和荷马非常相似，语言上有模仿《荷马史诗》的痕迹。
希腊化时代的亞歷山大城，聚集了不少著名詩人，卡利马科斯與阿波罗尼奥斯為該時期敘事詩的代表詩人，但是境界不如古典時期的荷馬。
戲劇

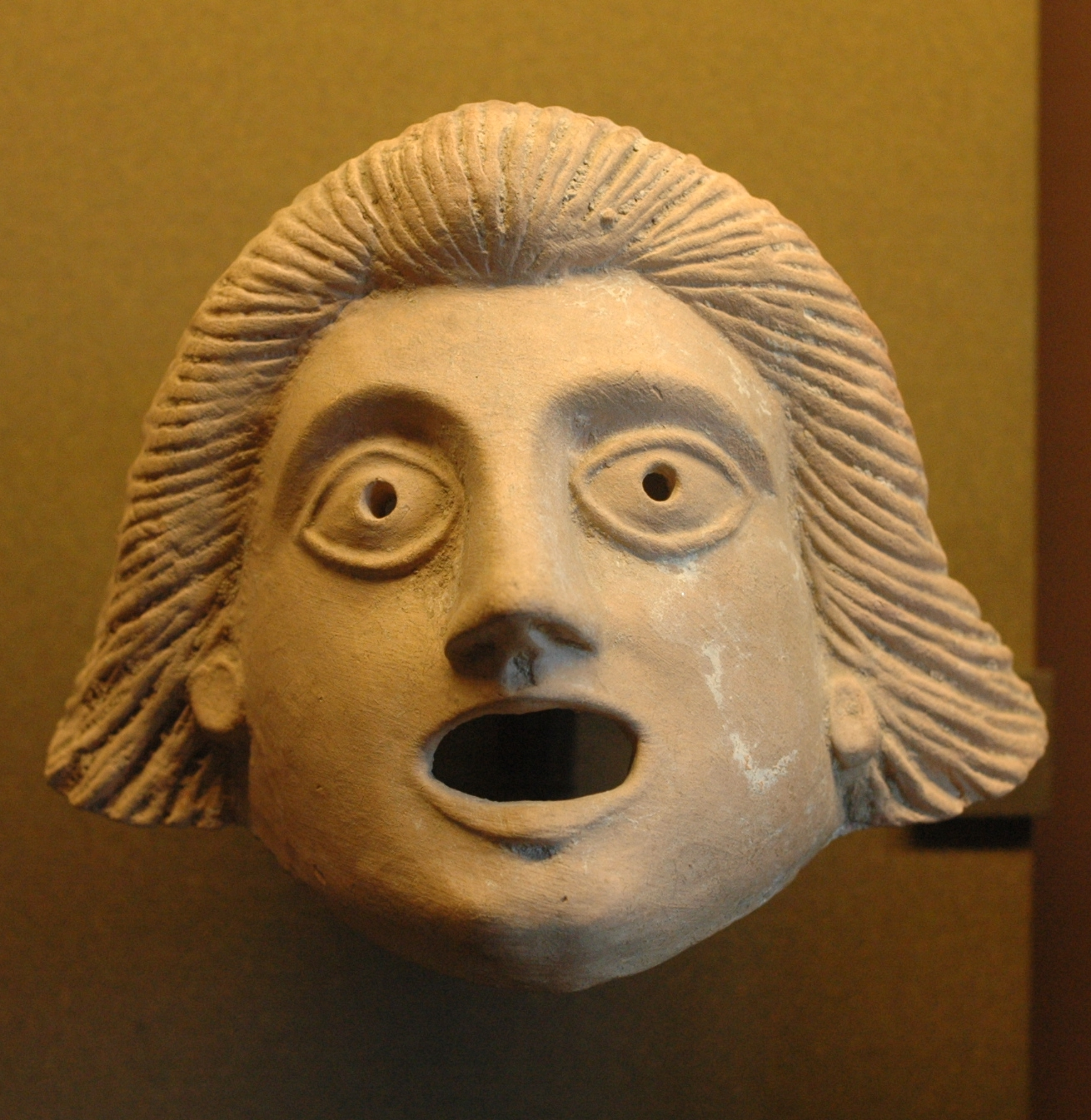
劇場面具，西元前一世紀

希臘戲劇的起源，至今仍然不得而知，一般認為與酒神有關。酒神也是收穫之神，為了感謝衪的賜予，希臘農人常以歌舞的儀式來表達內心的感激之情。這種儀式後來為城裡的希臘人採用，並使其更為複雜，逐漸成為一種戏剧模式。
希臘人認為悲劇是最高級的戲劇形式，希臘到公元前第五世紀，出現了不少悲劇作家。他們不約而同以傳奇故事、人與諸神的關係，以及命運與家庭對人生的影響等為主題。至於喜劇通常是在悲劇發展到相當成熟的階段後才會出現，作品和作家均較少。喜劇作品常諷刺雅典官員，或取笑當代的一些思想家。悲劇通常在早上上演，喜劇則排在下午上演。悲劇往往訴諸人的情感，表現人的優點；喜劇則訴諸人的理智，暴露人的弱點。因此悲劇在情感上容易引起觀者的同情，而喜劇則令人感到幽默；西方四大悲劇作家中，希臘占有其三，分別為埃斯库罗斯、索福克勒斯、欧里庇得斯，喜劇作家以阿里斯托芬作為代表，可見希臘戲劇在戲壇的重要性，是其他民族難以企及。
到了希臘化時代，悲劇作品雖不少，但普遍被認為生命力，價值不如古典希臘三大作家，所以這時的戲劇作品以喜劇為主，以米南德的新喜劇作為代表，擅長刻劃出希臘化時代的真實社會面貌。
詩歌
除了敘事詩之外，古希腊還出現了抒情诗，就是詩人個人主觀的感懷為主題，以里拉樂器為伴奏，發洩詩人自己的思想和聲音。抒情诗包括多种题材，主要分为双行体诗、讽刺诗、琴歌和牧歌。其中写双行体诗的古希腊诗人众多，最早的诗人据传是公元前7世纪上半叶的卡利努斯，但是最擅长写此诗体的则是西莫尼德斯（前556－前466）。雅典民主制度的创建者梭伦也写过不少诗歌。然而古希腊抒情诗中，成就最高的却是琴歌。琴歌可分为两种，一是独唱体，一是合唱体。独唱体琴歌的代表人物是女诗人萨福，除萨福外，阿尔卡埃乌斯和阿那克里翁也非常擅长写独唱体琴歌。至于合唱体琴歌，成就最高的诗人是品达。
希腊化时代的亞歷山大城，埃拉托斯特尼與阿拉托斯為該時期抒情詩的代表詩人，他們的作品曾用天文學作為題材來創作，成為這個時代獨有的特色，忒奥克里托斯，他是田园诗的佼佼者，對近代歐洲文學也有一定程度的影響。

### 史學
古希臘為西方世界中第一個產生有系統的歷史著作的民族。希羅多德以獨特風格和豐富想像力寫作他的史書，著有描述波希戰爭的名作《歷史》，獲譽為「歷史之父」。第二位傑出的史家是修昔底德，著作伯羅奔尼撒戰爭史，雖然生前並未完成，不過就他所完成的部分，仍為後世推崇。他被視為第一位運用科學方法的史家，因他寫史的目的是要客觀中立報導歷史事實。第三位著名的史家為色诺芬，著有长征记，被視為歷史上最偉大的軍事史書之一。
希臘化時代史學家以波里比阿為主，他在歷史研究方面，非常注重真實，並且重視歷史的社會與經濟方面因素。他的著作為《歷史》，主要是記述羅馬共和興起而終成為世界大國的過程。

### 哲學

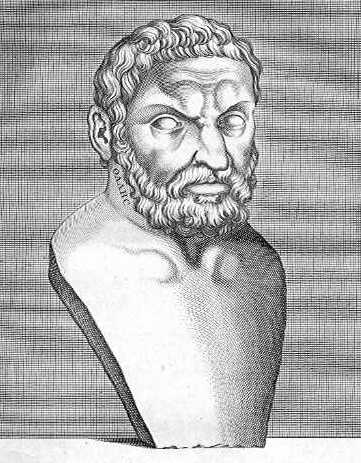
泰勒斯

古希臘哲學源於西元前第六世紀的泰利斯，有「哲學之父」美譽。西元前第五世紀中葉正是雅典民主思想的高潮時期，希臘出現思想革命，哲學家放棄研究自然宇宙，這便是「辯士學派」。他們研究與人本身有更密切關係的事務，認為善良、真理、正義與美都與人本身的需要與利益相關。因此沒有絕對的真理，正義也沒有絕對標準。在一定的時空下，只有人自己才能決定何者正確。
辯士學派不深刻探究絕對的真理和正義的看法，引起了強烈的反對。反對者認為此舉將使宗教、道德、國家與社會無法長久的維持，因此導致新哲學思想的出現，強調「確有真理，而且絕對標準也確實存在。」其主要的領導人物是蘇格拉底、柏拉圖和亞里斯多德，號稱「希臘三大哲學家。」
希臘化時代哲學主流是伊比鳩魯學派、斯多葛學派和犬儒學派。伊比鳩魯學派認為人生最高的目的在追求快樂，但要達到快樂的境界，應具備獨立的精神，祛除虛偽、恐懼等意念，養成公平正直的寧靜心態，斯多亞學派主張抑制內心的慾望與外界環境的追求，並主張四海皆兄弟、寬恕待人、重視倫理等。後來此一學派對後來的羅馬，至於整個西方文化均有深遠的影響。犬儒學派否定社會與文明，提倡回歸自然，清心寡欲。後來對羅馬和基督教苦修主義均有影響。

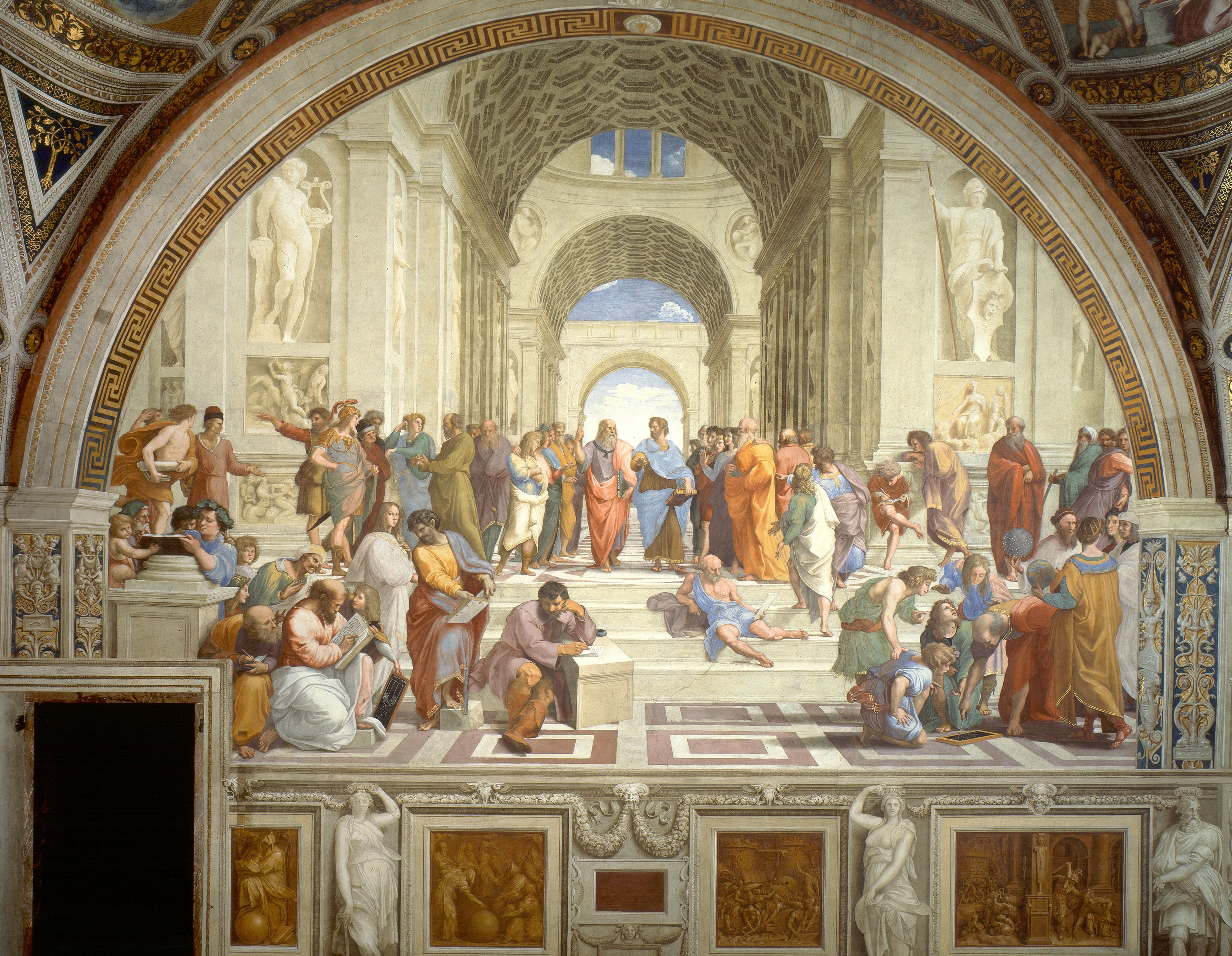
雅典學院，拉斐尔，1509

### 宗教信仰

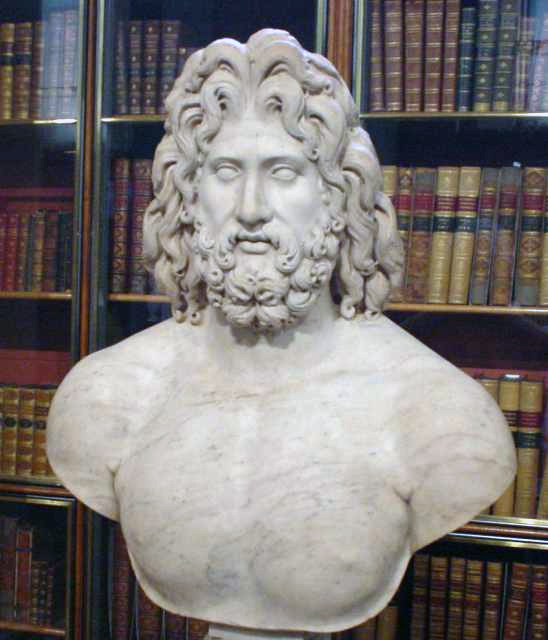
眾神之王宙斯

宗教信仰是組成古希臘文化的重要部份。古希臘人大多熱愛宗教，因此他們崇拜很多天神，每個城邦都供奉有各自的天神。這些神祇擬人性相當明顯，而且就像常人一樣表現出喜怒哀樂，這種宗教信仰與希臘人的文化活動息息相關。每四年一度希臘人在奧林匹亞所舉行的奧林匹克運動會，其基本目的在於尊敬神明，運動反而是另外目的。除了運動競技之外，還有音樂和詩歌比賽。
在希臘化時代中，中東的神秘宗教，如埃及女神艾西斯、波斯的祆教，以及猶太教和基督教，也隨著猶太人的移入在下層階級傳播，而傳統宗教信仰影響力則慢慢減弱。

### 藝術
古希腊艺术公認為西方艺术的主要源头，突出的特点是重视写实。古希腊神话的人神共性使古希腊艺术对人体的塑造充满了兴趣。古希腊艺术不仅在希腊世界盛行，还通过贸易等方式影响了周边地域，如伊特鲁利亚地区，在亚历山大帝国建立后古希腊艺术更是向东方世界传播，在罗马征服希腊后，罗马人吸收仿效了古希腊艺术。德国学者的温克尔曼是第一个有系统研究古希腊艺术的学者。1970年代后，希腊地区的考古出土了许多古希腊艺术品，大大丰富了对古希腊艺术的认识。
建築

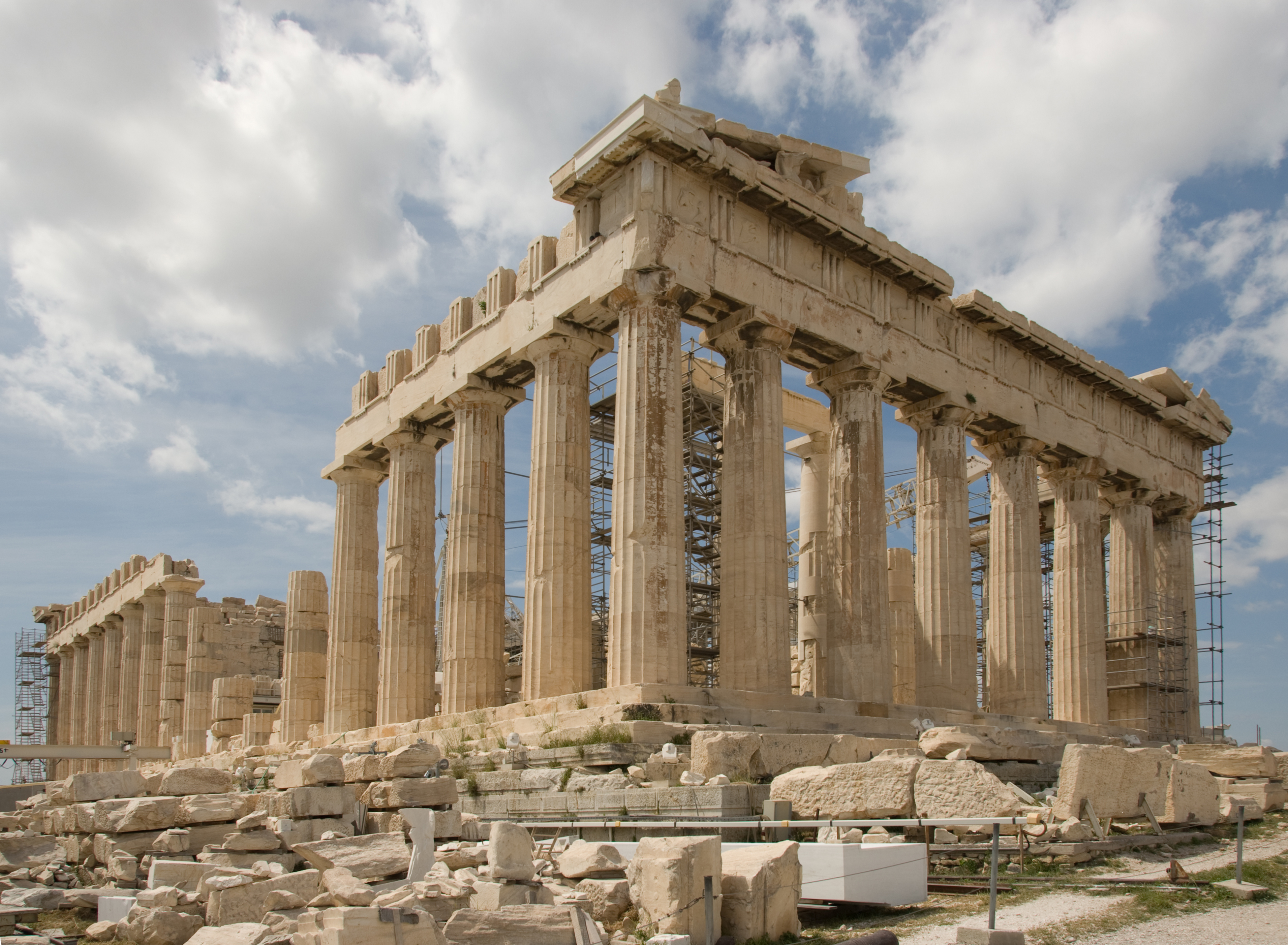
帕特農神廟正在整修，2008年

古希臘建築，早期曾受埃及影響，後來則自成風格。最大成就在於，利用紀念性建築物展現出藝術形式，應用在公共建築上，如神廟、劇場、競技場。古希臘最常用的四種詞彙，為多立克柱式、愛奧尼亞柱式、科林斯柱式和女郎雕像柱式。古希臘建築風格的特點是和諧、完美、崇高。而神廟建築為就是這些特徴最為顯眼的標誌，同時也是對古希臘甚至全歐洲影響最深的建築形式。代表建築物為帕特農神廟、帕加馬祭壇，為世界留下了珍貴的藝術遺產，也對世界建築藝術留下極為深遠的影響。
希臘人重視公共建築，盡其所能要蓋得美輪美奐，但一般人的住宅卻很簡單，他們熱衷參與公共事務，而不肯建造精美的私人住處。可是希臘人的公共工程如運動場、噴水池、法院、城牆等往往比炫耀私人財富的住宅更受重視。
希臘化時代，建築多採科林斯式和愛奧尼亞式，不再顯露人文主義、均衡和雕刻，而以奢華宏偉的宮殿為主。
雕刻
古希臘雕刻，早期曾受埃及影響，後來則自成風格。西元前500年以後，雕刻漸以裝飾公共建築物，特別是以神廟為主，作品亦多以神祇為題材。除了供奉的雕像外，古希臘人也塑造紀念雕像。這種雕像作品一般是為慶祝戰爭獲勝、獎勵在運動場上奪冠的運動員，或是紀錄一些大的政治事件而塑造。著名雕刻師為菲狄亞斯、米隆與波留克列特斯，菲狄亞斯是雅典娜女神像的雕刻師，他也為帕德嫩神廟雕飾，還替位於奧林匹克的神殿，雕刻了一座宙斯像，是希臘人盡皆知的神像雕刻家。另一位著名的雕刻家米隆，則雕出運動員和各種動物的雕像，且以石頭或青銅為素材，他的一些作品至今仍可見到。波留克列特斯特別精通塑造運動員，且以青銅為材料。
希臘化時代，雕刻作品出現放縱與誇大的色彩，意境雖然不如古典時期，但也有值得稱道的作品，如米洛的維納斯和薩莫特拉斯的勝利女神。
繪畫

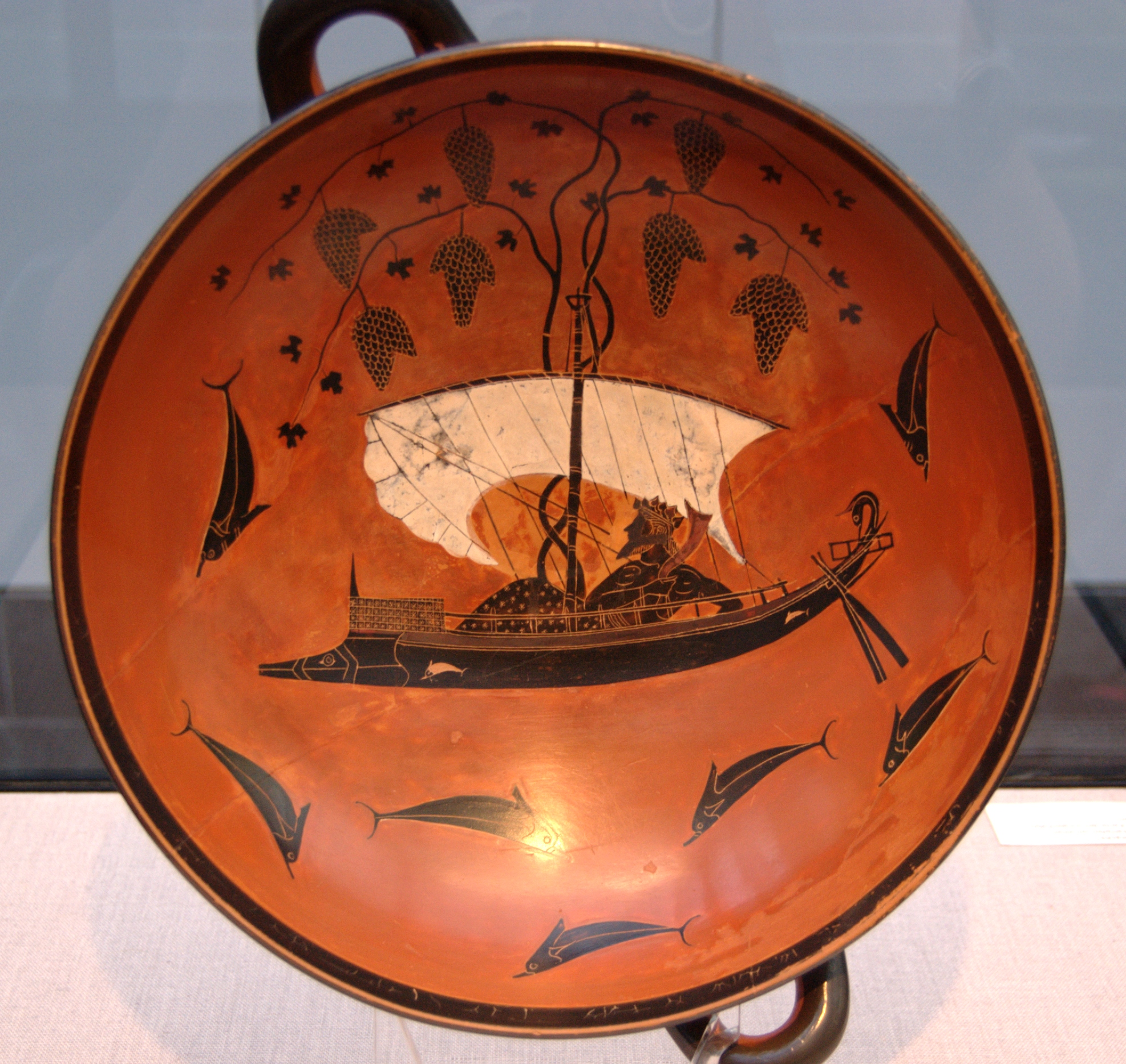
公元前6世纪下半叶瓶画黑绘风格作品：帆船上的酒神狄俄倪索斯

古希臘繪畫作品，由於多用在布料或建物牆壁上，容易因天災人禍影響，而不容易保存下來，因此遺留下來的作品甚少，僅存的資料，大多數為挖掘出來陶瓶的裝飾。這種裝飾於是稱為「古希臘瓶畫」，因此也就這樣代表了古希臘繪畫的概況，古希臘瓶畫可分為五種，幾何紋樣式、東方化紋樣式、黑繪式、紅繪式和白底彩繪式。古希臘瓶畫內容眾多，大部分是神話故事和英雄傳說。神話故事畫是生動的史料，題材非常廣泛，例如戰爭、狩獵、生產、家庭娛樂、體育等等。至於英雄傳說畫大多有典故，多源自於史詩、神話以及戲劇。古希臘瓶畫是古希臘繪畫的奇葩，對古羅馬、文藝復興和近代藝術的發展影響深遠。
至於希臘化時代的繪畫，除了極少數出土之外，其他作品都已消失殆盡。

### 科学
古希臘人在科學，特別在理論科學方面成就斐然。在天文學方面能算出日蝕和月蝕，也了解月亮反射太陽的光。至於在曆法方面，各個城邦則不盡相同，大致上陰曆為每年354日，陽曆為365日，為了配合季節，用閏月來調整。在數學方面，泰里斯和畢達哥拉斯, 欧几里得，阿基米德的幾何學有相當程度的進展。在醫學方面，希波克拉底醫術高明，認為生病必定有其原因，據說有七十部以上的醫書，均是他的著作。另外他對古希臘之醫學發展貢獻良多，故今人多尊稱之為「醫學之父」。
希臘化時代在科學史上也是非常輝煌的時代。第一因執政者的提倡，亞歷山大大帝本人便大力贊助科學研究；第二埃及和美索不達米亞科學知識的普及而為希臘人所發揚光大；第三因應當時時代的需要，以滿足對生活舒適的要求和解決問題。在此情形下，天文學、數學、地理學、醫學和物理學都有一定程度的進步。

## 社會

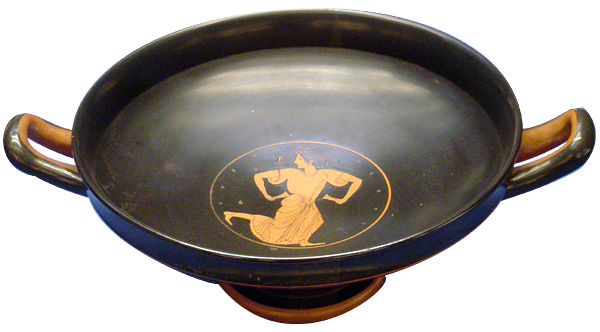
基里克斯杯，古希腊时期最普遍的饮酒（水）容器，约公元前500年，大英博物馆

希臘時代各城邦情況雖各不相同，往往來自數個部落的集結與融合，但人民均認同其城邦，對於自己城邦表現出強烈的族群認同。一般希臘人的飲食非常單純，每天大都吃兩餐，午餐通常只有一盤豆或豌豆，再加一片生洋蔥或烤蕪菁（蘿蔔）；在太陽下山時吃晚餐，這時就是主食，有麵包、乳酪、無花果、橄欖，偶爾會有魚或肉。希臘人穿著也很單純，上衣常是到膝蓋或踝骨，腰間用繩或毛織的帶子為腰帶，不穿襪子，鞋子多為草鞋。希臘人的住宅系用石塊或日曬磚蓋成的房舍，上面塗以灰泥。希臘人工作相當辛勞，大都為日出而作和日入而息。
各城邦間相互交戰常造成生命與財產很大的損傷。前404年雅典在伯羅奔尼撒戰爭中失敗以後，斯巴達一度取得領導地位，每個希臘城邦都分裂為窮人與富人、寡頭派與民主派的衝突，不再有團結一致的族群認同。希臘化時代各國長年戰亂，導致人民出現無家可歸的情況。

### 結構
古希腊的居民构成复杂，有农民、商人、政府人员、手工业者、艺人、奴隶等。居住在古希臘城邦的人大多是農民。他們主要種植小麥、葡萄和橄欖等農作物。部份古希臘人是商人，他們以買賣陶器、酒、毛衣和其他貨品維生。除農民和商人外，還有些是工匠。這些工匠技術精湛，能在陶器上繪畫美麗的圖案。

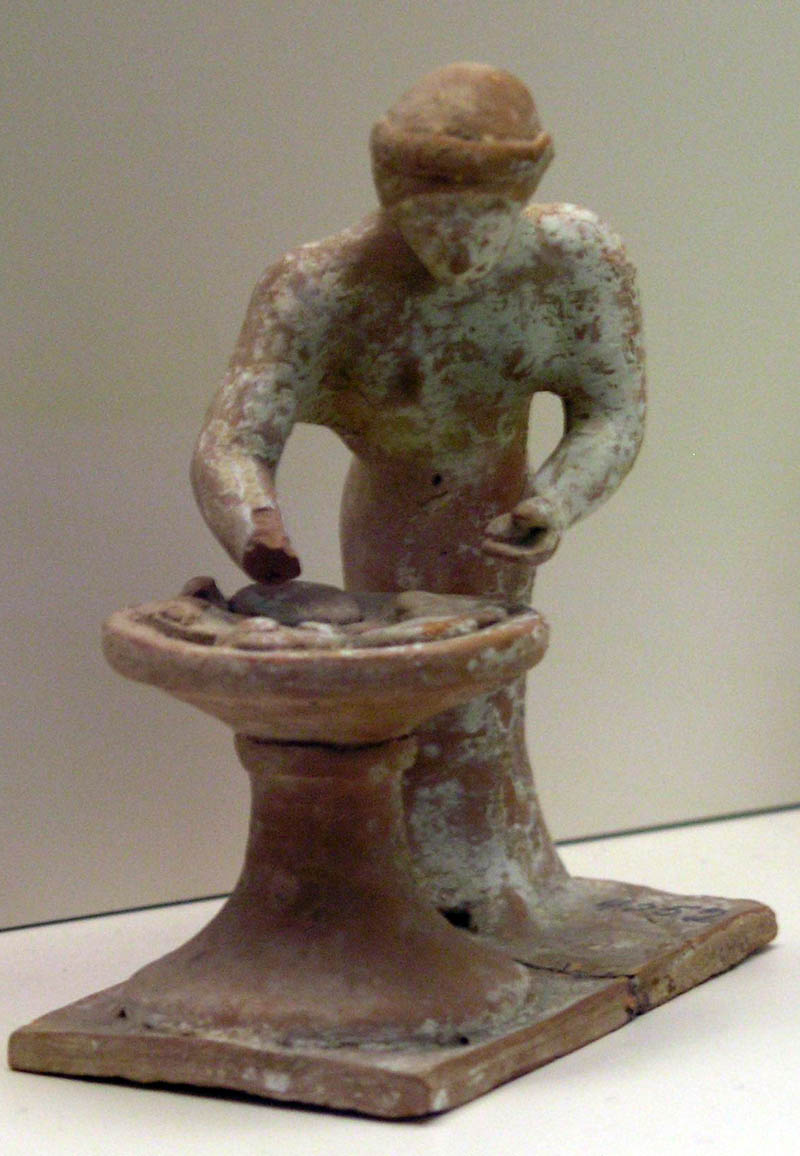
一个女性在揉制面包，约公元前500~475，雅典国家考古博物馆

除農民、商人和工匠外，古希臘還有很多從戰俘或其他管道而來的奴隸，他們的生活極為困苦。
法国女作家維奧萊納·瓦諾依克所著的《古希臘羅馬浮世繪》一書，揭露該時期娼妓業昌盛，導致大量不合法子女，進一步擴大娼妓業的人力供給，充斥在當時社會各階層，在皇宮與神廟（廟妓）、公共浴池…男娼女妓都有，顯示人權與公平正義…等普世價值並沒有因當時的哲學討論而被真正伸張。
《比莉蒂絲之歌》記述，帝王、文人和貴族都時興追求知識與健身，米蒂利尼整個城市放縱荒淫，競技、賭博、觀賞演出、宴會，普遍擁有姘婦，經常嫖娼，對家庭關系造成很大影響，國王和軍官們甚至劫掠神廟，給寵愛的妓女修建了愛情女神殿堂。
古希臘衰落后，大批希臘人遷入羅馬，改變古羅馬建城之初原本以收容孤兒、寡婦、奴隸、逃犯、逃難者...的仁愛社會，帝王與貴族、軍官、公民...均受影響，再度重演了古希臘曾經出現過的末世場景，社會風氣日趨墮落腐化。

### 婦女地位

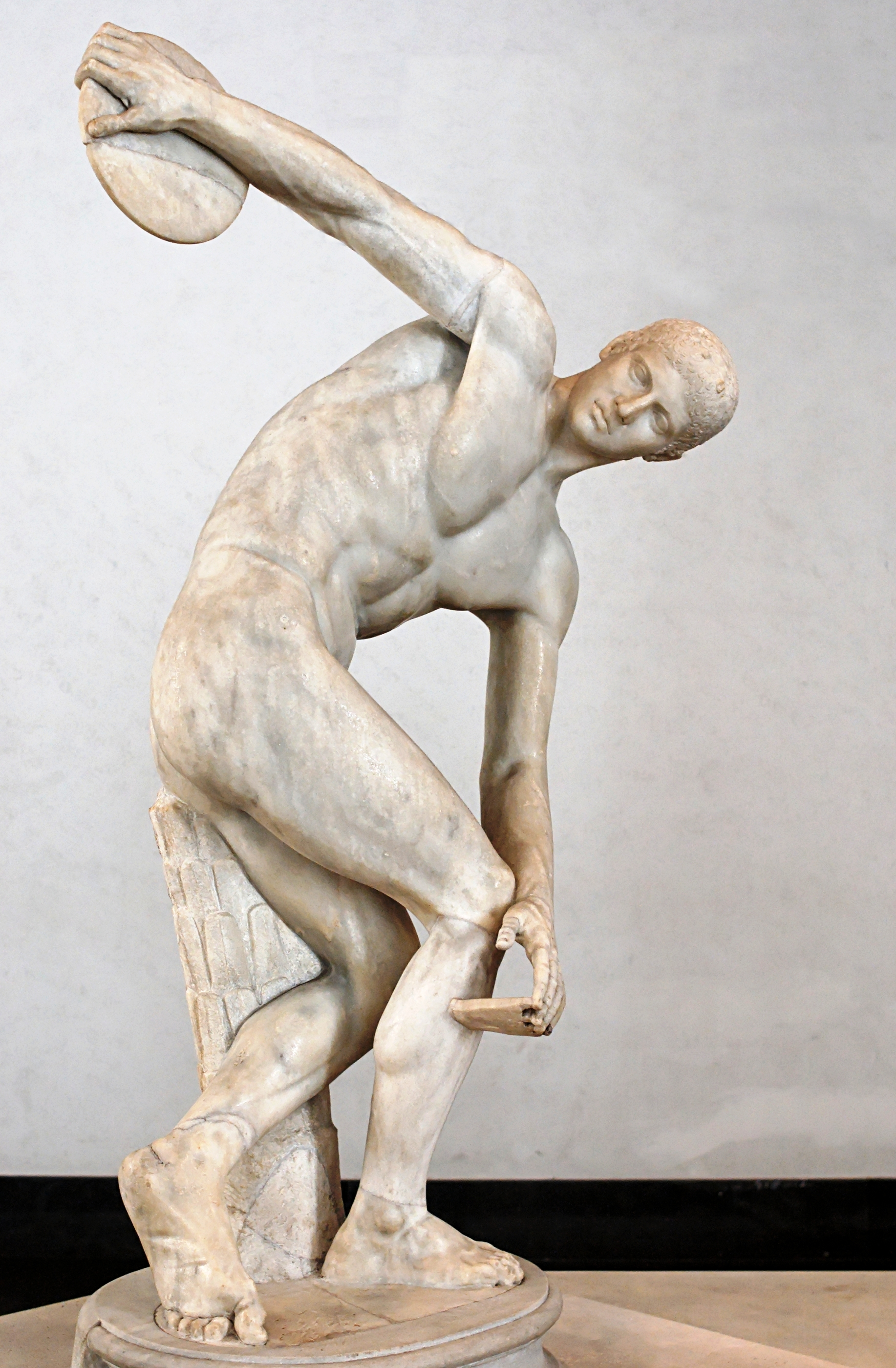
米隆的作品掷铁饼選手

婦女在古希臘社會的地位甚低，她們沒有接受教育，只能留在家中料理家務。在藝術上，女性甚少成為藝術作品的創作，後來在前四世紀後，才有出現女性美的概念的裸體女像。不論在希臘或希臘化時代，女人在法律上和經濟上的權利相當有限。不過也有些例外的情形，如埃及托勒密二世的王后阿西諾伊二世曾使她的肖像與國王的肖像均鑄在錢幣上，而且在埃及與塞流卡斯王朝的戰爭，展現出色的軍事能力，為埃及獲勝的功臣，因此她和她的母親均有權利戴著王冠。斯多亞和伊比鴆魯兩個哲學學派，都容許女性入學，並且沒有任何性別歧視，希臘化時代末期，在亞歷山大城與雅典甚至有了婦女的俱樂部或聯誼會的組織。

### 體育競技及娛樂
古希臘人熱愛體育運動，認為健全心靈育於健全身體中，亦重視祭神活動，經常舉行運動競賽來致敬天神；從公元前776年起，古希臘人每四年在希臘半島西南部的奧林匹亞舉行一次古代奧林匹克運動會（簡稱奧運會）。

## 影响
15世纪意大利文艺复兴时期，很多知识分子（以僧侣和贵族为主）为了摆脱基督教日益腐朽的世俗化统治与思想禁锢，开始重新学习逐渐被遗忘的古希腊著作，如《荷马史诗》、亚里士多德的《诗学》，和一些先古基督教会文章。古希腊的精神遗产第一次得到全面复兴和继承。
可是到了18～19世纪，随着启蒙运动的兴起，学者们不再把《圣经》上所写的歷史看作是絕對正確的，而且把古希腊的知识归于同类，把前776年第一次奥运会之前的事情统统算为神话，而非历史。1870年海因里希·施里曼在奥斯曼帝国的特洛伊出土文物，这一考古发现让西方人重新认识到古希腊不是虚无缥缈的神话传说，而的确经历过灿烂的文明。从此学者开始仔细研究古希腊流传下的著作，区分神话，传说和历史。

## 古希腊文明各主题成就
- 古希腊体育、奥运会
- 古希臘語、古希腊文学
- 古希腊哲学、古希腊哲学家
- 古希腊数学、古希腊科技、古希臘天文學
- 古希腊神话、古希腊戲劇（古希臘悲劇、古希腊喜剧）
- 古希腊卫生、古希腊医学
- 古希腊军事
- 古希臘教育

### 引用
1. ↑  Tarnas, Richard. . Random House Publishing Group. 1993-03-16: 25  [2022-10-18]. ISBN 978-0-345-36809-6. （原始内容存档于2022-11-06） （英语）.
2. ↑  Hynson, Colin. . Gareth Stevens. 2005-12-15: 5  [2022-10-18]. ISBN 978-0-8368-6190-7. （原始内容存档于2022-11-06） （英语）.
3. ↑  Thomas, Carol G. . BRILL. 1988: 1  [2022-10-18]. ISBN 978-90-04-08846-7. （原始内容存档于2022-11-06） （英语）.
4. ↑  王尚德. . . 2010: 105.
5. ↑  王尚德. . . 2010: 106–107.
6. ↑  王尚德. . . 2010: 108–111.
7. 1 2  王尚德. . . 2010: 111–114.
8. 1 2  王尚德. . . 2010: 114–116.
9. ↑  王尚德. . . 2010: 116.
10. ↑  王尚德. . . 2010: 116–118.
11. 1 2  王尚德. . . 2010: 119–121.
12. 1 2  王尚德. . . 2010: 122–124.
13. ↑  王尚德. . . 2010: 124–126.
14. 1 2 3 4  王尚德. . . 2010: 91–93.
15. 1 2 3 4  王尚德. . . 2010: 93–94.
16. ↑  王尚德. . . 2010: 95.
17. 1 2  蒲慕州. . . 2009: 232–236.
18. 1 2  王曾才. . . 2006: 82–87.
19. ↑  王尚德. . . 2010: 10–11.
20. ↑  .   [2011-09-05]. （原始内容存档于2007-03-05）.
21. 1 2 3 4  王尚德. . . 2010: 64–68.
22. 1 2  王曾才. . . 2006: 138–139.
23. ↑  辛達謨. . . 1995: 71–75.
24. 1 2  王曾才. . . 2006: 139.
25. 1 2 3 4 5 6 7  王尚德. . . 2010: 84–87.
26. ↑  馮作民. . . 1979: 772.
27. ↑  馮作民. . . 1979: 772–774.
28. ↑  馮作民. . . 1979: 775–776.
29. ↑  王尚德. . . 2010: 191–193.
30. ↑  馮作民. . . 1979: 690–691.
31. 1 2 3  王曾才. . . 2006: 116–120.
32. ↑  馮作民. . . 1979: 692.
33. ↑  馮作民. . . 1979: 692–693.
34. ↑  馮作民. . . 1979: 778–780.
35. ↑  馮作民. . . 1979: 691.
36. ↑  馮作民. . . 1979: 691–692.
37. ↑  王曾才. . . 2006: 120–122.
38. 1 2 3  馮作民. . . 1979: 713–715.
39. ↑  王曾才. . . 2006: 122–124.
40. ↑  馮作民. . . 1979: 718–719.
41. 1 2  馮作民. . . 1979: 737–738.
42. 1 2  馮作民. . . 1979: 739–740.
43. ↑  馮作民. . . 1979: 754–755.
44. ↑  馮作民. . . 1979: 764–765.
45. 1 2  王曾才. . . 2006: 124–130.
46. 1 2 3  王曾才. . . 2006: 111–114.
47. ↑  《外国美术简史》15页 ISBN 978-7-5006-7330-9
48. ↑  王尚德. . . 2010: 128–129.
49. ↑  馮作民. . . 1979: 28–32.
50. 1 2  王曾才. . . 2006: 131–136.
51. ↑  王尚德. . . 2010: 148–149.
52. ↑  王尚德. . . 2010: 170–171.
53. ↑  王尚德. . . 2010: 171.
54. ↑  王尚德. . . 2010: 171–172.
55. ↑  馮作民. . . 1979: 707–707.
56. 1 2 3  王曾才. . . 2006: 139–141.
57. 王曾才. . . 2006: 136–138.

## 外部連結
- （视频） 耶鲁大学公开课 - 希腊历史导论 （页面存档备份，存于）, 唐纳德·卡根主讲
- （视频）希腊罗马文明讲座 （页面存档备份，存于）
- 英國博物館網頁 （页面存档备份，存于）（英文）
- 雅典歷史及時序線和地圖 （页面存档备份，存于）（英文）
- 古希臘經濟歷史（英文）
- 希臘貨幣歷史（页面存档备份，存于）（中文）